# 송양사
송양사(松陽祠)은 대한민국 전북특별자치도 고창군 해리면 송산리에 있는, 고려시대 문신인 성사달(?∼1380)을 비롯하여 성부·성여원·성무조 등 창녕 성씨들의 위패를 모시고 있는 사당이다. 2000년 6월 23일 전라북도의 문화재자료 제163호로 지정되었다.

## 개요
고려시대 문신인 성사달(?∼1380)을 비롯하여 성부·성여원·성무조 등 창녕 성씨들의 위패를 모시고 있는 사당이다.
성사달은 충혜왕 2년(1341) 문과에 급제하고 한림사성이 되었다. 공민왕 1년(1352) 억울하게 옥살이를 하였으나 곧 복직되었다. 1362년 홍건적이 침입했을 때 왕을 호위하였으며 김용의 난을 평정하여 1등공신이 되었다. 그 뒤 1364년 교주도병마사로 여진의 침입을 막아 대제학에 올랐으며 창산 부원군에 봉해졌다. 문장과 글씨에도 뛰어났으며 죽은 뒤 문효란 시호를 받았다.
사당 건물은 앞면 3칸·옆면 2칸으로 지붕은 옆에서 보면 사람 인(人)자 모양의 맞배지붕이다. 앞뒤 기둥은 둥근기둥이고 중간에는 네모기둥을 거칠게 다듬은 화강암 위에 세워 놓았다. 다른 건물로는 14단의 계단 위에 세운 경현당과 2층 누각인 풍욕루가 있다.

## 같이 보기
- 성사달

## 참고 자료
- 송양사 - 국가유산청 국가유산포털